# Khouloud Daibes abu Dayyeh
Khouloud Daibes abu Dayyeh (àrab: خلود دعيبس, Ḫulūd Daʿības) (Beit Jala, Betlem, 16 d'abril de 1965) és una arquitecta, conservadora, política i diplomàtica palestina, ambaixadora de l'Organització per a l'Alliberament de Palestina a la República Federal d'Alemanya des de l'any 2013.

## Biografia
Nascuda a la ciutat de Beit Jala dins la governació de Betlem, a Cisjordània, en l'entorn d'una família catòlica, es va criar a Jerusalem. A la dècada de 1980 va estudiar arquitectura a la Universitat de Hannover, a Alemanya, gràcies a una beca del Servei Alemany d'Intercanvi Acadèmic, i on va doctorar-se en Conservació arquitectònica i planificació urbanística, especialitzada en Conservació i restauració, amb una tesi sobre la conservació del patrimoni arquitectònic històric i cultural de Palestina.
El 1995 va tornar a Palestina, on exercí com a Directora del Centre per a la Conservació del Patrimoni Cultural i Planificació Urbana a Betlem en col·laboració amb el Programa de les Nacions Unides per al Desenvolupament, amb l'objectiu de millorar la infraestructura turística de la ciutat. També va ser professora en el Programa de Màsters de Turisme de la Universitat de Betlem. Al llarg de quinze anys va estar involucrada amb organitzacions palestines i internacionals relacionades amb el patrimoni cultural i el turisme als Territoris Palestins.
Va esdevenir Ministra de Turisme i Arqueologia al govern d'unitat nacional palestina el març de 2007 i continuà desenvolupant el càrrec durant els successius governs d'emergència de l'Autoritat Nacional Palestina fins al 2012 i, de 2007 fins al 2009, com a Ministra d'Assumptes de la Dona. Durant la seva gestió al capdavant del Ministeri de Turisme, el 31 d'octubre de 2011 l'Assemblea General de la UNESCO va admetre Palestina com a Estat membre, en una votació on 107 dels 194 estats membres de les Nacions Unides varen votar a favor, 14 en contra i 52 s'abstingueren. L'estiu de 2013, fou acreditada com a ambaixadora de Palestina a Alemanya pel president Mahmud Abbas.